# Паис, Франк
Франк Исаак Паи́с Гарсия (исп. Frank Isaac País García, 7 декабря 1934 — 30 июля 1957) — кубинский революционер, организатор городского подполья Движения 26 июля, руководитель восстания в Сантьяго-де-Куба. Убит агентами полиции Батисты. Национальный герой Кубы.

## Ранние годы
Франк Паис родился в семье испанского эмигранта Франсиско Паиса, священника-протестанта. После ранней смерти отца, Франка и его младших братьев в одиночку воспитывала мать. Начал изучать архитектуру, но бросил учёбу и поступил в педагогический колледж в Орьенте.

## Революционер
Паис пользовался авторитетом среди студентов, был одним из лидеров студенческой ассоциации. После прихода к власти Батисты активно выступал против диктатора, распространял листовки, осуждающие новую власть.
После нападения на Казармы Монкада 26 июля 1953 года разыскивал уцелевших, пытаясь оказать им помощь. Вскоре создал организацию «Национальное революционное действие», состоявшую из студентов и рабочей молодежи. В 1955 отправился в Мексику, где договорился о сотрудничестве с Движением 26 июля.
Во время высадки команды Фиделя Кастро с лодки «Гранма» Франк организовал восстание в Сантьяго-де-Куба с целью отвлечь на себя внимание правительственных сил. В дальнейшем осуществлял поддержку партизанам в горах Сьерра-Маэстра.
13 марта 1957 Франк Паис был арестован по обвинению в посягательстве на законную власть и помещён в тюрьму Бониато. Судебный процесс начался 22 апреля. Всего по делу проходило 26 человек. Председательствовал на суде будущий президент Кубы Мануэль Уррутия Льео.
Адвокаты добились освобождения шестерых обвиняемых по делу в городском восстании, и 11 мая 1957 они вышли на свободу. Из тюрьмы Франк вышел с манифестом, опубликованным 17 мая.
«Мы не только стремимся свергнуть диктатуру, запятнавшую нашу историю, мы не только стремимся покончить с экономическим банкротством, не только хотим честно жить, трудиться и вернуть свободу и безопасность кубинскому народу. Мы хотим — и это должно быть предельно ясно всем членам Движения 26 июля – ввести Кубу в русло политических, экономических и социальных учений нашего столетия. Мы стремимся разбудить все слои нашего общества и осуществить революционные планы,
по которым эти слои будут трудиться на благо обновления Родины. Мы желаем покончить с колониальным засильем, которое все еще процветает, ликвидировать бюрократию, выявить истинные ценности и в соответствии с особенностями нашей страны внедрить те философские взгляды и концепции, которые стали господствующими во всем мире…»
Вскоре погиб брат Франка, Хосуэ.

## Смерть
30 июля полиция выследила дом, где прятался Франк Паис. Он и его друг Рауль Пухоль пытались уйти незамеченными, но были выданы доносчиком из числа студентов. Оба схвачены и тут же расстреляны без суда и следствия.
На похороны пришло много людей, траурная процессия прошла через весь город. Страну охватила серия забастовок и акций протеста.

## Память
- 30 июля считается на Кубе Днем мучеников революции
- Партизанский отряд во главе с Раулем Кастро был назван в честь Франка Паиса
- Дом № 226 на улице Сан-Бартоломе, где прошло детство Франка, был превращен в музей
- международный аэропорт в городе Ольгин носит его имя.
- Именем Франка Паиса было названа антикоммунистическая и антикастровская подпольная организация Революционное движение 30 ноября, в котором состоял его брат Агустин Паис.